# Nikola Jokić
Nikola Jokić (cyr. Никола Јокић; ur. 19 lutego 1995 w Somborze) – serbski koszykarz, występujący na pozycji środkowego, reprezentant kraju, od 2015 zawodnik Denver Nuggets. Mistrz NBA (2023), trzykrotny MVP sezonu zasadniczego NBA (2021, 2022, 2024) oraz MVP Finałów NBA (2023).
Siedmiokrotny uczestnik meczów NBA All-Star, sześciokrotnie wybrany do All-NBA Team (w tym czterokrotnie do pierwszego składu). Koszykarz ma pseudonim 'Joker', który został mu nadany przez Mike'a Millera. 
W 2014 wystąpił w meczu wschodzących gwiazd – Nike Hoop Summit. W 2014 został wybrany przez Denver Nuggets w drugiej rundzie draftu NBA z 41. numerem. W 2016 wybrano go do pierwszej drużyny NBA All-Rookie. W sezonie 2016/2017 zajął drugie miejsce w głosowaniu na największy postęp sezonu NBA.
Jest najniżej wydraftowanym zdobywcą nagrody MVP w historii NBA. Koszykarz w momencie draftu był, poza Denver Nuggets, w orbicie zainteresowań proeuropejskiego Utah Jazz. Serbski center którego wielki talent został odkryty przez polskiego skauta Rafała Jucia. Ojcami sukcesu sprowadzenia Serba do Denver Nuggets obok Jucia byli Arturas Karnišovas i Tim Connelly. Serb po raz pierwszy został dostrzeżony przez Rafała Jucia w sezonie 2012/2013, kiedy bronił barw Mega Basket.  W młodości porównywany do Borisa Diawa, mającego podobny profil koszykarski. Serbski center jest znany z dystansu do własnej osoby. Koszykarz w początkowej fazie kariery określany jako błyskotliwy rozgrywający o fizyczności centra. 
Jako reprezentant Serbii zdobył srebrny medal Letnich Igrzyskach Olimpijskich 2016 i brązowy medal Letnich Igrzyskach Olimpijskich 2024.

## Osiągnięcia
Stan na 1 czerwca 2024.

### NBA
- Mistrz NBA (2023)[8]
- MVP:
  - sezonu zasadniczego NBA (2021, 2022, 2024)[9]
  - finałów:
    - NBA (2023)[10]
    - Konferencji Zachodniej NBA (2023)
- Zaliczony do:
  - I składu:
    - NBA (2019[11], 2021[12], 2022, 2024[13])
    - debiutantów NBA (2016)[14]

  - II składu NBA (2020, 2023)[15]
- Uczestnik:
  - meczu gwiazd NBA (2019[16], 2020[17], 2021[18], 2022[19], 2023[20], 2024[21])
  - Rising Stars Challenge (2017)[22]
  - konkursu Skills Challenge (2017, 2019)[23][24]
- Rekordzista NBA w najszybciej uzyskanym triple-double w historii (14 minut i 33 sekundy podczas spotkania Denver Nuggets z Milwaukee Bucks – 15.02.2018)[25]
- Pierwszy zawodnik w historii NBA, który zanotował triple-double, zdobywając co najmniej 30 punktów, 20 zbiórek i 20 asyst (7 marca 2025 w wygranym po dogrywce 149–141 meczu z Phoenix Suns; 31 punktów, 21 zbiórek i 22 asysty)[26].
- Pierwszy zawodnik w historii NBA, który po sezonie zasadniczym ulokował się w pierwszej trójce ligi pod względem punktów, asyst, zbiórek i przechwytów[27].

### Drużynowe
- 2-krotny finalista Pucharu Serbii (2014, 2015)

### Indywidualne
- MVP Ligi Adriatyckiej (2015)[28]
- Laureat nagrody – Czołowy prospekt ligi adriatyckiej (2015)
- Lider w zbiórkach ligi:
  - adriatyckiej w zbiórkach (2015)
  - serbskiej (2015)
- Zaliczony od I składu Belgrad (NIJT) All-Tournament Team (2013)[29]

### Reprezentacja
Seniorska
- Wicemistrz olimpijski (2016)[30]
- Zaliczony do I składu turnieju koszykarskiego Igrzysk Olimpijskich (2024)[31]
- Lider igrzysk olimpijskich w średniej[32]:
  - zbiórek (2024 – 10,7)
  - asyst (2024 – 8,7)

Młodzieżowe
- Wicemistrz świata U–19 (2013)[29]
- Mistrz Europy U–20 (2015)[29]
- Brązowy medalista mistrzostw Europy U–20 (2014)[29]
- Uczestnik mistrzostw Europy U–18 (2013 – 6. miejsce)[29]